# Tito Clodio Eprio Marcelo
Tito Clodio Eprio Marcelo (en latín, Titus Clodius Eprius Marcellus; m. 79) fue un político y militar romano del siglo I.

## Carrera
Eprio pertenecía a una familia sin distinción social quizá de origen capuano. Consiguió el patrocinio de Lucio Vitelio, tres veces cónsul; el emperador Claudio lo nombró pretor peregrino en el año 48 para el último día del año. Según una inscripción de Pafos, al principio de su carrera comandó una legión, fue legado de Licia-Panfilia (53-56) y procónsul de Chipre.
Alcanzó un primer consulado en el año 62. Fue el principal acusador en el juicio contra Publio Clodio Trásea Peto cuando afirmó que este era un traidor a las tradiciones y religión romanas. En el año 68 estas acusaciones fueron usadas contra él por Helvidio Prisco, yerno de Trásea; sin embargo, las acusaciones fueron retiradas ya que podrían implicar a otros muchos senadores. En diciembre del año 69, cuando Vespasiano acababa de ganar la guerra civil, Helvidio, en calidad de pretor electo, atacó la anterior conducta de Eprio ante el Senado. Este se defendió vigorosamente alegando que era uno de los leales servidores que se habían esforzado en servir al Estado bajo los malos emperadores y que estaba muy bien imitar a Bruto y Catón en fortaleza, pero que solo era un senador y que todos juntos habían sido esclavos.
Posteriormente se convirtió en uno de los mejores amigos y asesores de Vespasiano. En el periodo 70-73 ocupó el proconsulado de Asia, anómalamente extendido durante tres años, y regresó a Roma para recibir un segundo consulado en el año 74. Ese mismo año, Helvidio Prisco fue desterrado (y asesinado después) supuestamente contra el deseo de Vespasiano, en un proceso en el que algunos vieron la mano de Eprio. En el año 79 se vio involucrado en la conjura de Aulo Cecina Alieno contra los Flavios. Acusado por el Senado y condenado, se quitó la vida cortándose la garganta con una navaja.
Fue un orador hábil y celebrado, aunque de oratoria furiosa y airada. Tácito menciona que se le encendían los ojos, el rostro y la voz al declamar.